# Bodil du meilleur film danois
Le Bodil du meilleur film danois (en danois : Bodilprisen for bedste danske film) est l'une des catégories des prix cinématographiques Bodil, présentés annuellement par la Danish Film Critics Association et attribué à un film danois.
Le prix a été créé en 1948 et est l'un des plus anciens prix du cinéma en Europe. Le jury peut décider de ne pas remettre le prix si aucun film méritant ne lui est soumis. Cela s'est produit une fois, en 1974. Plus d'un film peut également recevoir le prix la même année, comme cela s'est produit en 1955.

## Films lauréats

### 1940
- 1948 : Soldaten og Jenny de Johan Jacobsen
- 1949 : Støt står den danske sømand de Bodil Ipsen et Lau Lauritzen Jr.

### 1950
- 1950 : Susanne de Torben Anton Svendsen
- 1951 : Café Paradis de Bodil Ipsen et Lau Lauritzen Jr.
- 1952 : Det sande ansigt de Bodil Ipsen et Lau Lauritzen Jr.
- 1953 : Adam og Eva d'Erik Balling
- 1954 : Farlig ungdom de Lau Lauritzen Jr.
- 1955 :
  - La Parole (Ordet) de Carl Theodor Dreyer
  - Der kom en dag de Sven Methling
- 1956 : På tro og love de Torben Anton Svendsen
- 1957 : Ingen tid til kærtegn de Annelise Hovmand
- 1958 : Bundfald de Palle Kjærulff-Schmidt et Robert Saaskin (da)
- 1959 : L'étranger frappe à la porte de Johan Jacobsen

### 1960
- 1960 : Vi er allesammen tossede de Sven Methling
- 1961 : Den sidste vinter de Edvin Tiemroth et Anker Sørensen
- 1962 : Harry et son valet de Bent Christensen
- 1963 : Weekend de Palle Kjærulff-Schmidt
- 1964 : Gade uden ende de Mogens Vemmer (da)
- 1965 : Gertrud de Carl Theodor Dreyer
- 1966 : Slå først Frede! de Erik Balling
- 1967 : La Faim de Henning Carlsen
- 1968 : Sophie de 6 à 9 de Henning Carlsen
- 1969 : Ballade pour Carl-Hennig de Sven et Lene Grønlykke

### 1970
- 1970 : Midt i en jazztid de Knud Leif Thomsen
- 1971 : Ang.: Lone de Franz Ernst
- 1972 : Den forsvundne fuldmægtig de Gert Fredholm
- 1973 : Flugten de Hans Kristensen
- 1974 : non attribué
- 1975 : Lars-Ole, 5c de Nils Malmros
- 1976 : Den korte sommer de Edward Fleming
- 1977 : Drenge de Nils Malmros
- 1978 : Mig og Charly de Morten Arnfred et Henning Kristiansen
- 1979 : Honning måne de Bille August

### 1980
- 1980 : Johnny Larsen de Morten Arnfred
- 1981 : Jeppe på bjerget de Kaspar Rostrup
- 1982 : Gummi Tarzan de Søren Kragh-Jacobsen
- 1983 : Der er et yndigt land de Morten Arnfred
- 1984 : La Belle et la Bête (Skønheden og udyret) de Nils Malmros
- 1985 : Element of Crime (Forbrydelsens Element) de Lars von Trier
- 1986 : L'Homme dans la lune (Manden i månen) de Erik Clausen
- 1987 : Cœurs flambés (Flamberede hjerter) de Helle Ryslinge
- 1988 : Pelle le Conquérant (Pelle Erobreren) de Bille August
- 1989 : L'Ombre d'Emma (Skyggen af Emma) de Søren Kragh-Jacobsen

### 1990
- 1990 : Notre dernière valse (Waltzing Regitze) de Kaspar Rostrup
- 1991 : La Danse des ours polaires (Lad isbjørnene danse) de Birger Larsen
- 1992 : Europa de Lars von Trier
- 1993 : La Douleur de l'amour (Kærlighedens Smerte) de Nils Malmros
- 1994 : De frigjorte de Erik Clausen
- 1995 : L'Hôpital et ses fantômes (Riget) de Lars von Trier
- 1996 : Menneskedyret de Carsten Rudolf
- 1997 : Breaking the Waves de Lars von Trier
- 1998 : Let's Get Lost de Jonas Elmer
- 1999 : Festen de Thomas Vinterberg

### 2000
- 2000 : Den eneste ene (The One and Only) de Susanne Bier
  - Bleeder de Nicolas Winding Refn
  - Magnetisørens femte vinter de Morten Henriksen
  - Mifune (Mifune's Last Song) de Søren Kragh-Jacobsen
  - Bornholms voice de Lotte Svendsen (da)
- 2001 : The Bench (Bænken) de Per Fly
  - Flickering Lights de Anders Thomas Jensen
  - Dancer in the Dark de Lars von Trier
  - Italian for Beginners de Lone Scherfig
  - Mirakel (da) de Natasha Arthy
- 2002 : Kira's Reason: A Love Story de Ole Christian Madsen
  - A Song for Martin (En sång för Martin) de Bille August
  - Family (da), film documentaire de Sami Saif et Phie Ambo
  - One-Hand Clapping de Gert Fredholm
  - Un véritable humain (Et rigtigt menneske) de Åke Sandgren
- 2003 : Open Hearts (Elsker dig for evigt) de Susanne Bier
  - Okay de Jesper W. Nielsen
  - Facing the Truth de Nils Malmros
  - Minor Mishaps de Annette K. Olesen
  - Wilbur de Lone Scherfig
- 2004 : Dogville de Lars von Trier
  - Reconstruction de Christoffer Boe
  - Scratch de Anders Gustafsson
  - Stealing Rembrandt de Jannik Johansen
  - The Inheritance de Per Fly
- 2005 : Kongekabale de Nikolaj Arcel
  - Brothers de Susanne Bier
  - In Your Hands de Annette K. Olesen
  - Pusher 2 : Du sang sur les mains (Pusher II: With Blood on My Hands) de Nicolas Winding Refn
  - Terkel in Trouble de Fjeldmark/Vestbjerg Andersen/Christoffersen
- 2006 : Manslaughter (Drabet) de Per Fly
  - Adam's Apples de Anders Thomas Jensen
  - Angels in Fast Motion de Ole Christian Madsen
  - Manderlay de Lars von Trier
  - Murk de Jannik Johansen
- 2007 : Soap (En Soap) de Pernille Fischer Christensen
  - We Shall Overcome (Drømmen) de Niels Arden Oplev
  - After the Wedding de Susanne Bier
  - Life Hits de Christian E. Christiansen
  - Prague de Ole Christian Madsen
- 2008 : L'Art de pleurer en chœur (Kunsten at Græde i Kor) de Peter Schønau Fog
  - AFR de Morten Hartz Kaplers
  - Fightgirl Ayse de Natasha Arthy
  - White Night de Jannik Johansen
- 2009 : Terriblement heureux (Frygtelig lykkelig) de Henrik Ruben Genz
  - Flame & Citron de Ole Christian Madsen
  - : Gå med fred, Jamil (da) de Omar Shargawi
  - Little Soldier de Annette K. Olesen
  - Worlds Apart de Niels Arden Oplev

### 2010
- 2010 : Antichrist de Lars von Trier
  - Aching Hearts de Nils Malmros
  - Applause de Martin Zandvliet
  - Headhunter de Rumle Hammerich
  - Oldboys (da) de Nikolaj Steen (de)
- 2011 : R de Michael Noer et Tobias Lindholm
  - Clown de Mikkel Nørgaard (da)
  - In a Better World (Revenge) de Susanne Bier
  - Submarino de Thomas Vinterberg
- 2012 : Melancholia de Lars von Trier
  - A Family de Pernille Fischer Christensen
  - Dirch de Martin Zandvliet
  - Rebounce (Frit fald) de Heidi Maria Faisst
  - SuperClásico de Ole Christian Madsen
- 2013 : Hijacking (Kapringen) de Tobias Lindholm
  - Royal Affair de Nikolaj Arcel
  - Excuse Me de Henrik Ruben Genz
  - Teddy Bear de Mads Matthiesen
  - Toi et moi pour toujours (You and Me Forever) de Kasper Munk
- 2014 : La Chasse (Jagten) de Thomas Vinterberg
  - Nymphomaniac de Lars von Trier
  - Sorrow and Joy (Sorg og glæde) de Nils Malmros
  - Nordvest de Michael Noer
  - Les Enquêtes du département V : Miséricorde (Kvinden i buret) de Mikkel Nørgaard (da)
- 2015 : Stille hjerte de Bille August
  - All Inclusive (en) de Hella Joof
  - Speed Walking de Niels Arden Oplev
  - The Sunfish de Søren Balle
  - Når dyrene drømmer de Jonas Alexander Arnby
- 2016[1],[2] : Les Oubliés (Under sandet) de Martin Zandvliet
  - Idealisten de Christina Rosendahl
  - Bridgend de Jeppe Rønde
  - A War (Krigen) de Tobias Lindholm
  - Sommeren ’92 de Kasper Barfoed
- 2017[3],[4] : I blodet de Rasmus Heisterberg
  - La Communauté (Kollektivet) de Thomas Vinterberg
  - Parents (Forældre) de Christian Tafdrup
  - Shelley de Ali Abbasi
  - The Neon Demon de Nicolas Winding Refn
- 2018 : Winter Brothers (Vinterbrødre) de Hlynur Pálmason
  - Team Hurricane d'Annika Berg
  - Darkland (Underverden) de Fenar Ahmad
  - Mens vi lever de Mehdi Avaz
  - En frygtelig kvinde de Christian Tafdrup
- 2019 : Holiday d'Isabella Eklöf[5],[6]
  - The Guilty de Gustav Möller
  - That Time of Year de Paprika Steen
  - Ditte og Louise de Niclas Bendixen
  - Ternet Ninja d'Anders Matthesen et Thorbjørn Christoffersen

### 2020
- 2020 : Dronningen de May el-Toukhy[7]
  - Uncle de René Frelle Petersen
  - Before the Frost de Michael Noer
  - De frivillige de Frederikke Aspöck
  - Cutterhead (Exit) de Rasmus Kloster Bro
- 2021 : Drunk (Druk) de Thomas Vinterberg[8],[9]
  - A Perfect Family (En helt almindelig familie) de Malou Reymann (da)[10]
  - Riders of Justice de Anders Thomas Jensen
  - Shorta de Anders Ølholm (de) et Frederik Louis Hviid (de)
  - Vores mand i Amerika de Christina Rosendahl
- 2022 (da) : Hvor kragerne vender de Lisa Jespersen (no)
  - Margrete den Første de Charlotte Sieling
  - A Taste of Hunger de Christoffer Boe
  - Ternet Ninja 2 de Anders Matthesen
  - Venuseffekten de Anna Emma Haudal
- 2023 (da) : Resten af livet de Frelle Petersen (da)
  - La Dernière Nuit de Lise Broholm (Du som er i himlen) de Tea Lindeburg
  - Les Nuits de Mashhad (Holy Spider) de Ali Abbasi
  - Ne dis rien (Speak No Evil) de Christian Tafdrup
  - Godland (Vanskabte Land) de Hlynur Pálmason
- 2024 (da) :
- Bastarden de Nikolaj Arcel
- The Great Silence (Den store stilhed) de Katrine Brocks
- Tove’s Room (Toves værelse) de Martin Zandvliet
- Unruly (Ustyrlig) de Malou Reymann
- Empire (Viften) de Frederikke Aspöck